# Bolitoglossa capitana
Bolitoglossa capitana är en groddjursart som beskrevs av Arden H. Brame, Jr. och David Burton Wake 1963. Bolitoglossa capitana ingår i släktet Bolitoglossa och familjen lunglösa salamandrar. IUCN kategoriserar arten globalt som akut hotad. Inga underarter finns listade.